# Tetrachaete
Tetrachaete és un gènere monotípic de plantes de la subfamília de les cloridòidies, família de les poàcies. La seva única espècie, Tetrachaete elionuroides Chiov., és originària d'Eritrea i Aràbia es distribueix per Etiòpia, Somàlia, Kenya i Tanzània. Viu en pendents secs i rocosos.